# Bickleigh Castle

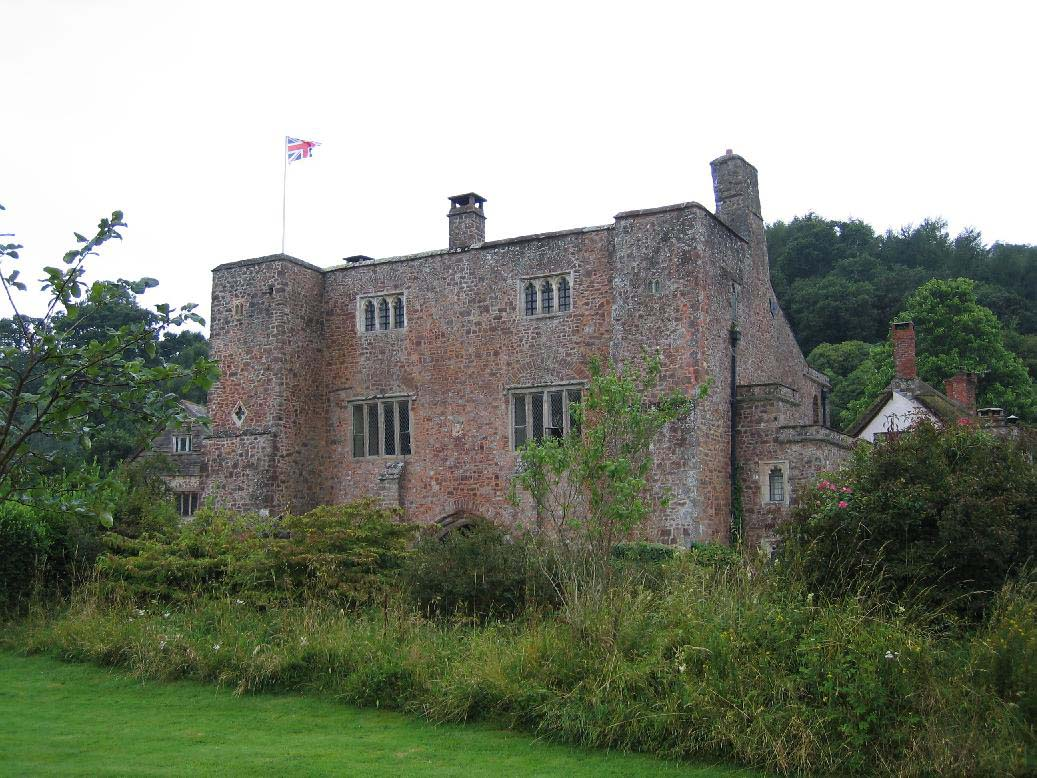
Bickleigh Castle

Bickleigh Castle ist ein befestigtes Herrenhaus an den Ufern des Exe im Dorf Bickleigh in der englischen Grafschaft Devon.
Das ehemals deutlich größere Ensemble besteht heute aus einer Gruppe von Gebäuden aus verschiedenen Zeiträumen. Die normannische Motte vom Ende des 11. oder Anfang des 12. Jahrhunderts wurde bereits Mitte des 12. Jahrhunderts wieder abgerissen. In dieser Zeit baute man eine kleine steinerne Kapelle im Burghof. Im 15. Jahrhundert ließ die Familie Courtney ein Herrenhaus auf dem Gelände errichten und einige der älteren Gebäude integrieren. Die Familie Carew lebte dort dann über 200 Jahre.
Im englischen Bürgerkrieg verbrachte die Gattin Karls I., Königin Henrietta Maria, einige Zeit auf der Burg, bis die Kunde kam, dass Fairfaxs parlamentaristische Truppen im Anmarsch wären. Von dort floh sie nach Frankreich. Der größte Teil der zinnenbewehrten Gebäude wurde dann von den parlamentaristischen Truppen zerstört. Die Schleifung von Bickleigh Castle war die Antwort auf die freundschaftlichen Verbindungen der Familie Carew mit dem Königshaus und der Nutzung der Burg als Festung. Man findet heute noch ein Porträt in der Burg, das Henrietta Maria darstellen soll.
Nach der Stuart-Restauration fügte man ein für Devon typisches Bauernhaus, einen Lehmwellerbau mit Reetdach, hinzu.
Die Gebäude verfielen später und wurden als Scheuer und Bauernhof genutzt, bis sie Anfang des 20. Jahrhunderts renoviert wurden. Die normannische Kapelle und das Torhaus aus dem 14. Jahrhundert existieren heute noch.

## Kapelle

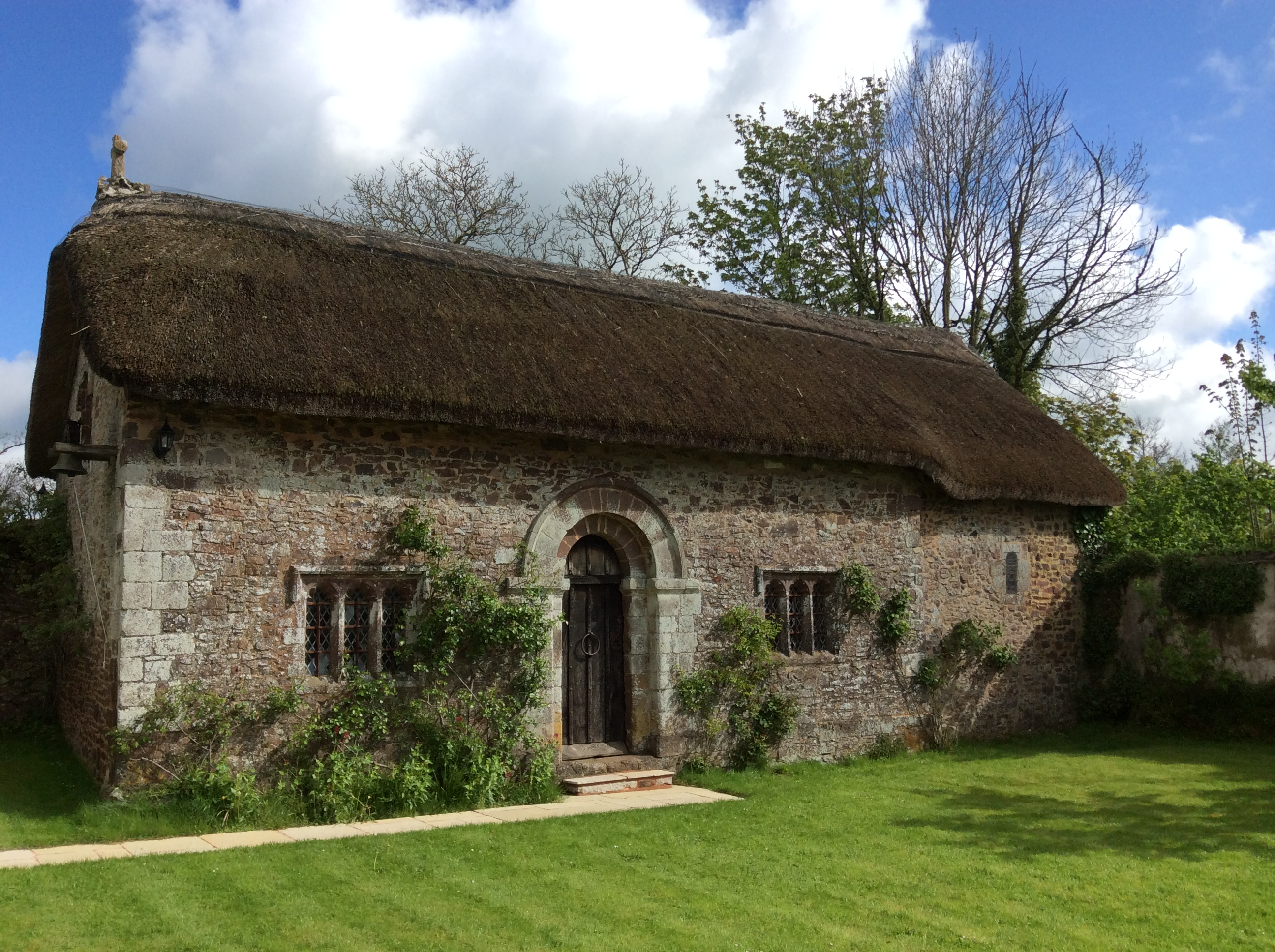
Die Kapelle auf Bickleigh Castle, die angelsächsisch sein soll

Die normannische Kapelle wurde im 11. Jahrhundert errichtet und erhielt im 15. Jahrhundert ein damals übliches „Wagendach“. Sie gilt als das älteste, komplett erhaltene Gebäude in Devon. Man denkt, dass die Kapelle auf den Fundamenten eines angelsächsischen Gebäudes aus dem 6. Jahrhundert errichtet wurde. Sie wurde Anfang des 20. Jahrhunderts umfangreich renoviert.